# Torii
Un torii (en japonès: 鳥居, [to.ɾi.i]) és un arc tradicional japonès habitualment situat a l'entrada d'un temple xintoista, al Japó, per assenyalar-ne l'entrada. Simbòlicament, representa la transició de l'espai mundà al sagrat.

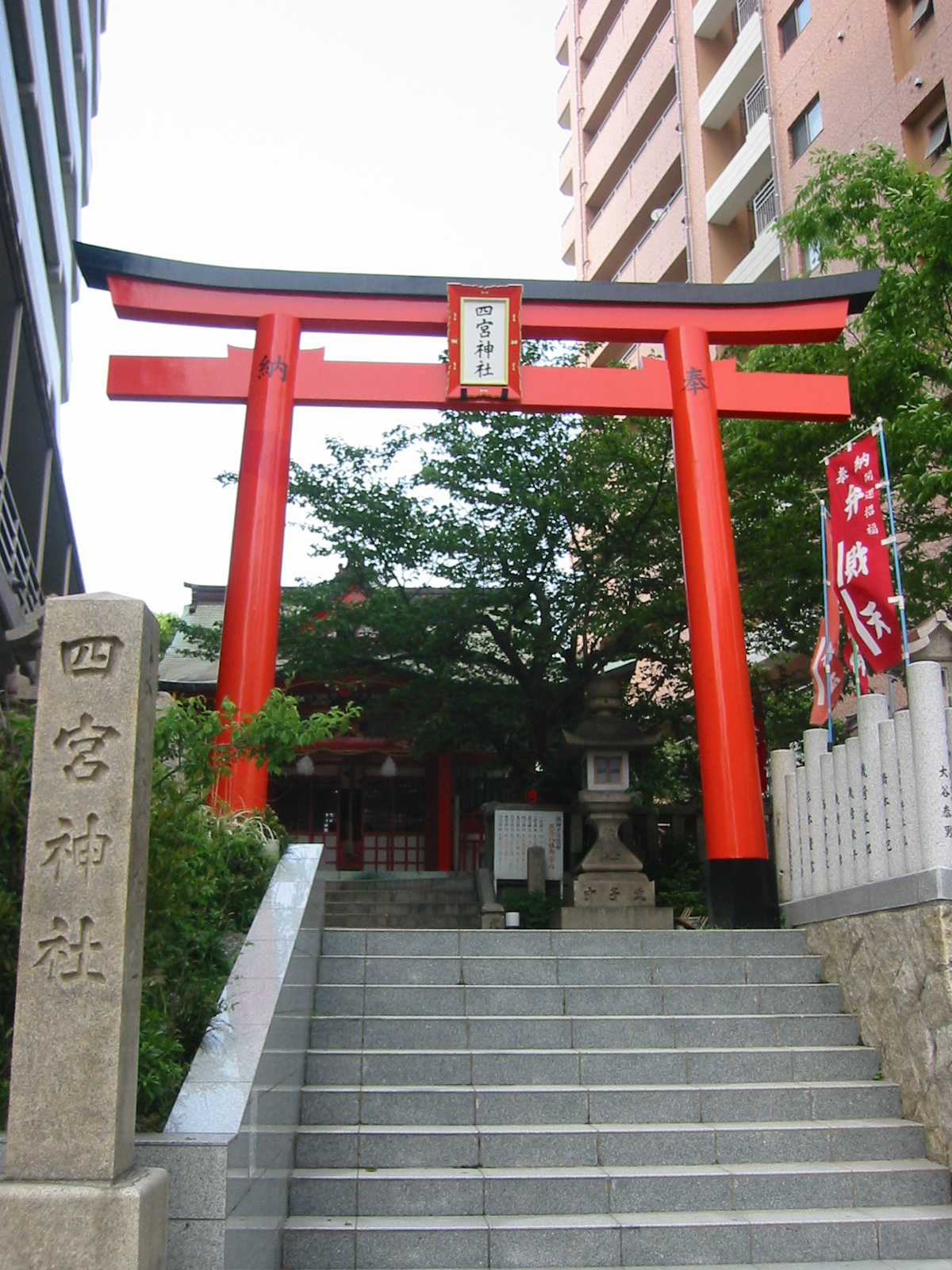
Un torii a l'entrada d'un santuari urbà

Antigament, el torii era d'ús habitual en altres construccions i indrets, però amb el temps es va anar limitant als santuaris xintoistes, als mausoleus imperials i a determinades tombes. Aquest element arquitectònic simbolitza el límit del món terrenal amb el món espiritual, i se suposa que impedeix l'entrada del mal i d'elements contaminants al santuari. No es coneix exactament quin és el seu origen, tot i que segurament prové del continent. Tampoc és clar el significat del seu nom, ja que torii s'escriu amb els caràcters 鳥 tori, literalment “ocell”, i 居 i, literalment “residència” o “lloc”, potser perquè en un principi van ser dissenyats perquè hi descansessin els ocells, sovint representats com a missatgers dels déus, tot i que altres hipòtesis assenyalen que podria provenir dels mots 通り入る tori-iru, literalment, “caminar i entrar”.

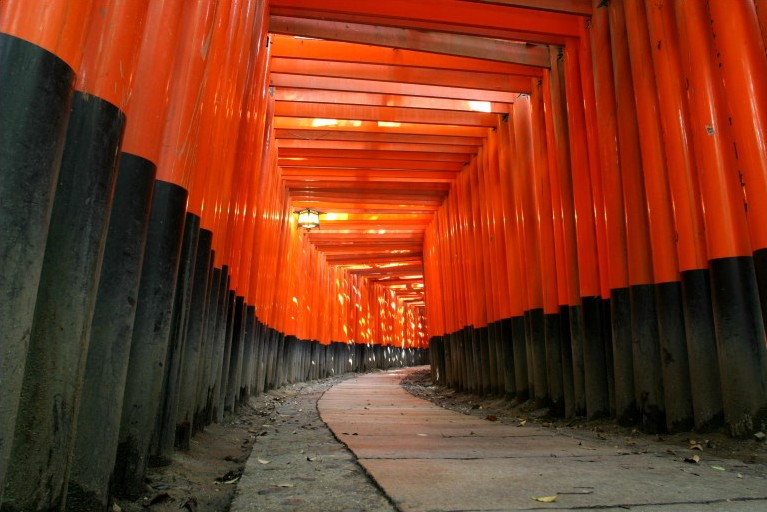
Túnel de torii al temple Fushimi Inari-Taisha, a Kyōto.

En el cas d'alguns santuaris, com és el cas del Fushimi Inari-Taisha de Kyoto, alguns devots erigeixen torii com a ofrenes per mostrar la seva devoció als Kami. Tant és així que, de vegades, amb la successió de molts torii, es forma un llarguíssim túnel que condueix directament cap al lloc de culte.
El torii no sol ser present a la via pública. Tot i així, en molts casos, podem veure alguns torii lluny del seu santuari, erigits en un llarg camí d'aproximació al lloc sagrat. També es poden veure diversos torii en un carrer o avinguda, marcant el camí d'aproximació al temple que, en alguns casos, pot estar a força distància. En són exemples els dels santuaris Meiji de Tòquio o els torii blancs del santuari d'Izumo-Taisha.

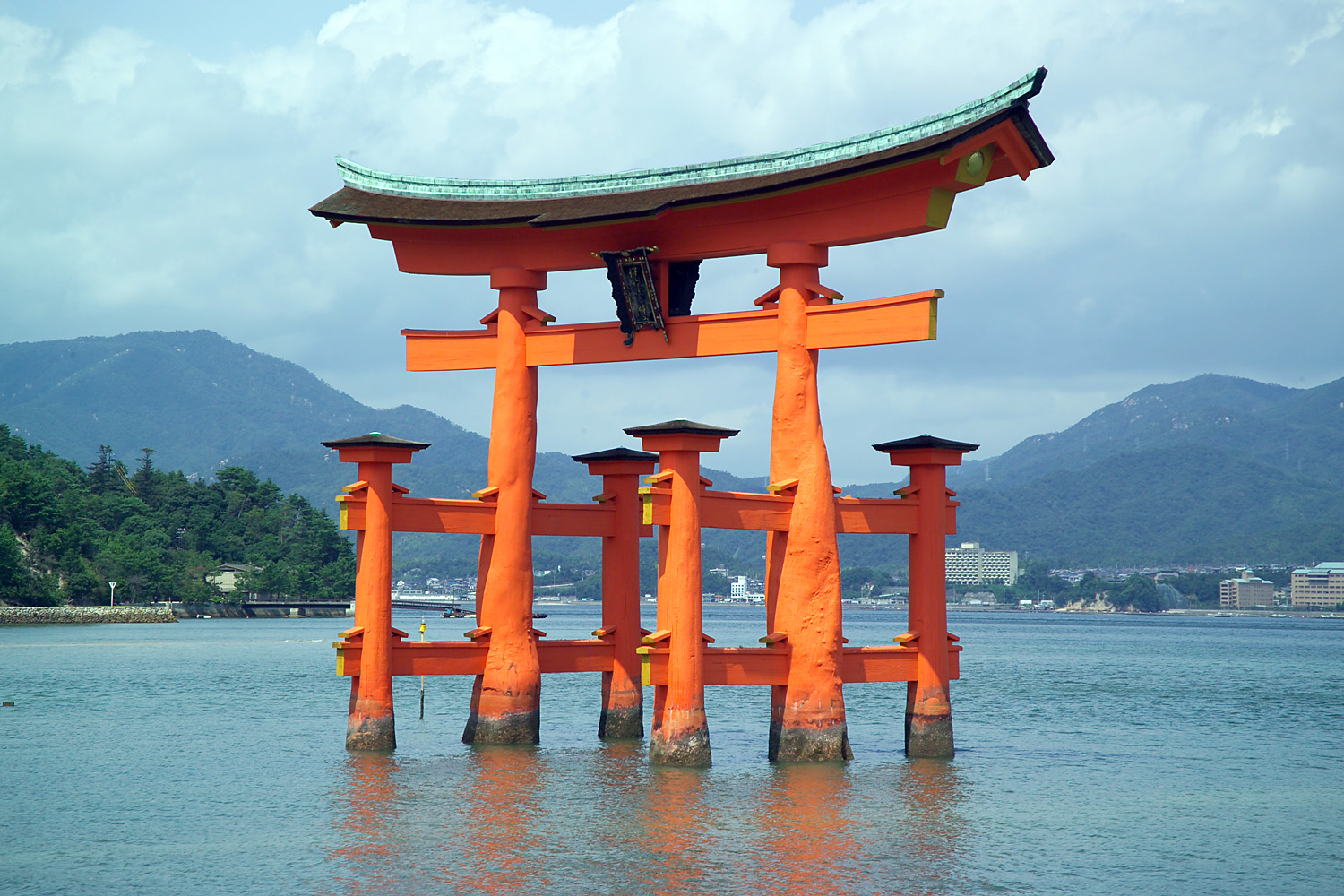
El famós torii "flotant" de Itsukushima, amb la base coberta per la marea alta.

Els torii poden ser construïts de diversos materials i, tot i que normalment s'empra la fusta, també són comuns els de bronze, pedra i, més recentment, fins i tot formigó. Originalment, constaven únicament de dos pilars de fusta sense polir amb dues bigues transversals, una sobre l'altra, disposades en paral·lel. Posteriorment, es va començar a utilitzar fusta polida sense pintar, i més tard, per influència continental, es van començar a pintar de color vermell i la seva estructura va evolucionar. Així doncs, es poden identificar diversos tipus de torii segons l'època en què han estat construïts, fins a uns vint estils arquitectònics diferents.